# Gregorio Silvestre
Gregorio Silvestre Rodríguez de Mesa (Lisboa, 31 de desembre de 1520 - Granada, 1569) fou músic i poeta espanyol d'origen portuguès del Siglo de Oro.
El seu pare fou metge del rei Joan III, i el 1527 acompanyà a Espanya a la infanta Isabel de Portugal i d'Aragó, que venia a casar-se amb l'emperador Carles V. La família llavors s'aposentà a Espanya, i set anys més tard, és a dir, quan Gregorio en contava catorze, entrà al servei del duc del duc de Feria, gran protector de les arts i les lletres. Allà es feu poeta i músic. El 1541 aconseguí, per oposició, el càrrec d'organista de la Catedral de Granada.
Fou home d'agut enginy i gran il·lustració. Escriví moltes obres espirituals, tant per esser aficionat als afers de la religió com per donar-li ocasió i motiu el ser organista de la Catedral, per la que es va comprometre a escriure anualment nou entremeses i nombroses estancias i cançons. Així mateix va escriure diverses obres morals, gloses, composicions amoroses, etc., però gran part d'aquests treballs es perderen.
Publicaren les seves Obras la seva vídua, Juana de Cazorla, i els seus fills (Granada, 1582). Estan dividides en quatre llibres. El primer conté 10 lamentacions, 5 sàtires i moltes gloses i cançons; el segon, Fàbula de Fane y Apolo, Piramo y Tisbe, La visita de Amor i La residencia de Amor; el tercer, gloses i cançons morals i devotes, dos romanços i una glosa a les coples de Jorge Manrique, i el quart, diverses composicions i la Fàbula de Narciso. En els volums núm. XXXII i XXXV de la Biblioteca de Autores Españoles de Rivadeneyra s'hi troben poesies de Silvestre. El nom d'aquest figura en el Catálogo de Autoridades de la Lengua de l'Acadèmia Espanyola.